# Héres
Héres bzw. Hérès war ein französischer Hersteller von Automobilen.

## Unternehmensgeschichte
Das Unternehmen aus Paris begann 1910 mit der Produktion von Automobilen. Der Markenname lautete Héres bzw. Hérès. 1911 endete die Produktion.

## Fahrzeuge
Im Angebot stand nur ein Modell. Für den Antrieb sorgte ein Vierzylindermotor mit 2413 cm³ Hubraum. Erwähnt wird eine Konuskupplung.